# المبارزة في دورة الألعاب العربية 1997
دورة الألعاب العربية الثامنة حدثت وقائعها في العاصمة اللبنانية بيروت سنة 1997 وذلك للفترة من 12 يوليو ولغاية 27 يوليو. 

## توزيع الاوسمة
| ت | البلد   | ذهبية | فضية | برونزية | المجموع |
| - | ------- | ----- | ---- | ------- | ------- |
| 1 | الجزائر | 2     | -    | 4       | 6       |
| 2 | مصر     | 1     | 3    | 4       | 8       |
|   | الكويت  | 1     | 1    | -       | 2       |

## النتائج الكاملة

### رجال
| Event                   | ذهبية                  | فضية                  | برونزية                 |
| ----------------------- | ---------------------- | --------------------- | ----------------------- |
| سيف المبارزة رجال       | حسن حسن (الكويت)       | عامر الناطور (الاردن) | محمد العسال (مصر)       |
| سيف المبارزة رجال       | حسن حسن (الكويت)       | عامر الناطور (الاردن) | ماجد السبيتي (السعودية) |
| سيف الحسام رجال         | ماجد المولد (السعودية) | مدحت البكري (مصر)     | حسن شحاتة (مصر)         |
| سيف الحسام رجال         | ماجد المولد (السعودية) | مدحت البكري (مصر)     | سليم الدكش (الجزائر)    |
| الفرق المسابقة المختلطة | مصر                    | الكويت                | الجزائر                 |
| الفرق المسابقة المختلطة | مصر                    | الكويت                | لبنان                   |

- مسابقة السلاح المختلطة (لاعب ولاعبة في الشيش ولاعب ولاعبة في سيف المبارزة)[3]

### سيدات
| Event              | ذهبية                 | فضية               | برونزية               |
| ------------------ | --------------------- | ------------------ | --------------------- |
| سيف المبارزة سيدات | زهرة قمير (الجزائر)   | هبة السيد (مصر)    | هيام الدكش (مصر)      |
| سيف المبارزة سيدات | زهرة قمير (الجزائر)   | هبة السيد (مصر)    | وسيلة رضوان (الجزائر) |
| سلاح الشيش سيدات   | وسيلة رضوان (الجزائر) | شيماء الجمال (مصر) | نجوى عبد المعطي (مصر) |
| سلاح الشيش سيدات   | وسيلة رضوان (الجزائر) | شيماء الجمال (مصر) | فريال صالحي (الجزائر) |